# Pomarea mendozae
Pomarea mendozae là một loài chim trong họ Monarchidae.